# 西原誠吾
西原 誠吾（にしはら せいご、1979年10月25日 - ）は、日本の俳優。所属劇団はパラドックス定数。
2005年よりパラドックス定数に所属し、舞台を中心に活動。このほか、テレビドラマ、映画、CMにも出演している。
福岡県出身。身長170センチメートル。趣味は絵を描くこと。

## 出演

### 映画
- 日本のいちばん長い日（2015年、原田眞人監督作品）
- ミュージアム（2016年、大友啓史監督作品）
- 関ヶ原（2017年、原田眞人監督作品） - 加藤嘉明 役
- のみとり侍（2018年、鶴橋康夫監督作品） - 植木一朝 役
- ガチ★星（2018年、江口カン監督作品） - 矢山周作 役
- 検察側の罪人（2018年、原田眞人監督作品）
- チワワちゃん（2019年、二宮健監督作品）
- 麻雀放浪記2020（2019年、白石和彌監督作品）
- 最初の晩餐（2019年、常盤司郎監督作品）
- 花と雨（2019年、土屋貴史監督作品）
- シン・ウルトラマン（2022年、樋口真嗣監督作品）[1]

### テレビ番組
- 直撃!シンソウ坂上 オウム天才信者VS伝説の刑事（2018年10月4日、フジテレビ[2]）

### テレビドラマ
- 撮らないで下さい!!グラビアアイドル裏物語（2012年、テレビ東京）
- 下北沢ダイハード（2017年、テレビ東京）
- 眩〜北斎の娘〜（2017年、NHK）
- 民衆の敵〜世の中、おかしくないですか!?〜 第1話（2017年、フジテレビ）
- 相棒 season16 元旦スペシャル（2018年、テレビ朝日）
- バイプレイヤーズ 〜もしも名脇役がテレ東朝ドラで無人島生活したら〜（2018年、テレビ東京） - 原西 役
- コンフィデンスマンJP 第6話（2018年、フジテレビ）
- 下町ロケット 新春スペシャル（2019年、TBS）
- 盤上のアルファ〜約束の将棋〜（2019年、NHK）
- 絶叫（2019年、WOWOW）
- 白い巨塔（2019年、テレビ朝日）
- ルパンの娘（2019年、フジテレビ）
- バベル九朔（2020年、日本テレビ） - 大九朔 役
- シェフは名探偵 第3話 (2021年6月21日、テレビ東京) - 園田拓海 役
- ラジエーションハウスII〜放射線科の診断レポート〜 第1話（2021年10月4日、フジテレビ）
- 青春シンデレラ（2022年10月17日 - 12月26日、朝日放送テレビ） - 紫苑の父 役
- 帰ってきたらいっぱいして。（2023年10月20日 - 、読売テレビ） - 江頭正和 役[3][4]
- 離婚しない男-サレ夫と悪嫁の騙し愛- 第3話（2024年2月3日、テレビ朝日） - 村西 役
- 嗤う淑女 第4話（2024年8月17日、東海テレビ・フジテレビ系） - 大石敬一郎 役[5]

### 配信ドラマ
- 新聞記者 第1話-第3話（2022年1月13日配信、Netflix）

### ラジオドラマ
- 青春アドベンチャー（NHK-FM）
  - 白狐魔記　源平の風（2014年7月21日 - 25日）
  - 1942年のマリア（2016年6月27日 - 7月8日）
  - 斜陽の国のルスダン（2017年8月21日 - 25日）
  - ハプスブルクの宝剣（2020年3月9日 - 4月3日）
  - 白銀騎士団　シルバーナイツ（2022年11月7日 - 18日）
- FMシアター（NHK-FM）
  - 海路（2014年7月5日）
  - ケンタウルと天使の矢（2016年7月30日）

### 舞台
- パラドックス定数
  - 「大正八年永田町」（2005年）
  - 「38℃」（2006年）
  - 「東京裁判」（2007年）
  - 「怪人21面相」（2008年）
  - 「三億円事件」（2008年）
  - 「東京裁判」（2009年）
  - 「五人の執事」（2009年）
  - 「元気で行こう絶望するな、では失敬。」（2010年）
  - 「蛇と天秤」（2010年）
  - 「Nf3 Nf6」（2011年）
  - 「HIDE AND SEEK」（2012年）
  - 「東京裁判」（2012年）
  - 「殺戮十七音」（2013年）
  - 「昭和レストレイション」（2014年）
  - 「怪人21面相」（2014年）
  - 「深海大戦争」（2015年）
  - 「東京裁判」（2015年）
  - 「深海大戦争（続編）」（2016年）
  - 「九回裏二死満塁」（2017年）
  - 「731」（2018年）
  - 「Nf3 Nf6」（2019年）
  - 「Das Orchester」（2019年）
  - 「諜報員」（2024年）[6]
- G-up presents
  - 「猿」（2010年）
- 熱帯
  - 「ペタルとフーガル」（2011年）
  - 「今、逃げる」（2012年）
  - 「フレネミーがころんだ」（2013年）
- 神保町花月
  - 「男祭り、女シンデレラ」（2013年）
- 火遊び
  - 「さよなら東京、さあ座って帰ろうか。」（2013年）
- SUTADIOMETA
  - 「職員室の午後」（2014年）
- 演劇ユニット鵺的
  - 「おまえの血は汚れているか」（2024年）[7]

### CM
- 宣翔物産「PLAZA」
- コニカミノルタ「ケアサポート」篇
- Y!mobile「時をかける少女〜会議」篇